# Sakata Tōjūrō I.

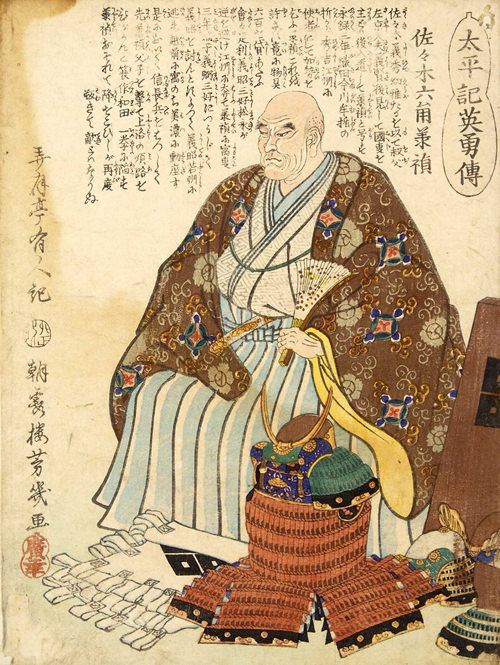
Sakata Tōjūrō I.

Sakata Tōjūrō I. (japanisch 初代 坂田 藤十郎 shodai Sakata Tōjūrō; geboren 1647 in Kyōto; gestorben 1. Dezember 1709) war ein japanischer Kabuki-Darsteller.

## Leben und Wirken
Sakata Tōjūrō wurde als Sohn des Sakata Ichizaemon (本坂田 市左衛門), bzw. nach einer anderen Ansicht des Fujiemon (藤右衛門), in Kyōto geboren. Er tauchte um 1676 in Aufzeichnungen auf, und zwar so, dass man ihn als einen der kommenden Großen ansah. 1678 spielte er Izaemon (伊左衛門) in „Yūgiri Nagori no Shōgatsu“ (夕霧名残の正月) – „Neujahrstag von Yugiri Nagori“, was so großen Anklang fand, dass er diese Rolle in dem Jahr viermal spielte und damit den Grundstein für die Kunst seiner späteren Jahre legte.
Seit der Genroku-Zeit (16881703) nahm Sakatas Kunst und Popularität allmählich zu. In Zusammenarbeit mit Chikamatsu Monzaemon kamen „Butsumo Maya Sankaicho“ (仏母摩耶山開帳) und „Keisei Awa Naruto“ (傾城阿波鳴門), „Mizukitatsu no Suketachi Burumai“ (水木辰之助餞振舞), „Momoyo Komachi“ (百夜小町), „Daimyō Soga“ (大名曽我) und andere Stücke zur Aufführung. Damit baute er sich eine solide Position auf. Ab November 1695 trat Sakata auch in Kyōtos Theater „Miyako Manda Yūza“ (都万太夫座) auf. In seiner besten Zeit um Genroku 10 (1697) trat er in Meisterwerken wie „Keisei Hhotoke no Hara“ (傾城仏の原), „Keisei Guzei no Fune“ (傾城弘誓の船) und „Keisei Mibudai Nembutsu“ (傾城壬生大念仏) auf.
Sakata zeichnete sich durch glänzende Darstellung und hervorragende Techniken aus, insbesondere in der Darstellung des „Yatsushi“, also des jungen Sprösslings aus reichem Haus, der sich für die Liebe zu einer Kurtisane finanziell ruiniert, in der Darstellung von Liebesszenen, und des „Kudoki“, des flehenden Verführens. So wurde er als „Person, die den Weg des Schauspielers aufweist“ (役者道の開山, Yakusha-dō no Kaisan) oder als „Einmaliger Meister“ (希代の名人, Kitai no Meijin) in der Kyōto-Osaka Gegend verehrt.
Kikuchi Kan (1888–1948) zeigte in seinem Werk „Tōjūrō no Koi“ (藤十郎の恋) Sakata als berühmten Schauspieler, der auch modernen Menschen etwas zu sagen hat. Der letzte Holzschnittkünstler im traditionellen Stil, Natori Shunsen (1886–1960), schuf ein Blatt mit seinem Kopf.
„Sakata Tōjūrō“ wurde als Künstlername später von anderen Schauspielern übernommen, so von Hirotarō Hayashi (1931–2020), der als „Sakata Tōjūrō IV.“ auftrat.